# Genevieve Morton
Genevieve Morton, née le 9 juillet 1986 à Benoni en Afrique du Sud est un mannequin sud-africain. En 2010, elle apparait pour la première fois dans Sports Illustrated Swimsuit Issue puis de nouveau les trois années suivantes. Elle fait également en 2011 la couverture de ce magazine dans son édition sud-africaine.